# Vợ
Vợ (chữ Nôm: 𡞕; tiếng Anh: Wife), theo chữ Hán là Thê tử (妻子) hoặc Phụ (婦), là người phụ nữ có vai trò hợp pháp trong một cuộc hôn nhân.
Danh từ này vẫn được duy trì cho người phụ nữ dù cả hai có tình trạng ly thân, nhưng sẽ chính thức hết hiệu lực khi tiến hành ly hôn. Quyền lợi, trách nhiệm và tư cách pháp lý của vợ đối với chồng được quy định trong các luật lệ liên quan, cũng như trong một số quy định tôn giáo.
Đối với nhiều nền văn hóa, "Vợ" chỉ có một người và người chồng chỉ có thể có vợ khác nếu người vợ đó đã chết hoặc tiến hành ly hôn. Những người phụ nữ có quan hệ tình cảm với người chồng, ở xã hội Châu Âu được gọi là tình nhân, còn ở xã hội Đông Á là Thiếp (妾) - thường bị xem là thấp kém không khác gì nô lệ. Tuy nhiên, con của tình nhân bị xem là con hoang và không có quyền thừa kế, trong khi con của thiếp vẫn có khả năng. Ngoài ra, vẫn có những trường hợp có nhiều hơn một người vợ, đấy gọi là bình thê (平妻) (hoặc đa thê).

## Từ nguyên
Từ 「"Vợ"」 trong tiếng Việt hiện đại do từ tiếng Việt nguyên thủy 「*-bəːʔ」 biến đổi thành. Từ tiếng Việt nguyên thủy 「*-bəːʔ」 bắt nguồn từ cách phát âm trong tiếng Hán thượng cổ của một từ tiếng Hán được viết bằng chữ Hán là 「婦」. Chữ Hán 「婦」 có âm Hán Việt tiêu chuẩn hiện đại là 「"Phụ". William H. Baxter và Laurent Sagart phục nguyên cách phát âm trong tiếng Hán thượng cổ của từ 「婦」 là 「*mə.bəʔ」.
Ở Châu Âu, từ 「"Wife"」 có nguồn gốc từ ngôn ngữ Proto-Germanic là 「wībam」, nghĩa là "Người đàn bà". Trong tiếng Anh trung đại, từ này chuyển thành 「Wif」, chỉ chung "Người đàn bà hoặc vợ", có liên hệ với danh từ tiếng Đức hiện đại là 「Weib」 cùng tiếng Đan Mạch hiện đại là 「viv」. Nguyên gốc chữ 「"Wife"」 chỉ đơn giản là những người phụ nữ, không cần biết có chồng hay chưa, thể hiện qua hai danh từ 「"Midwife"; nghĩa là bà đỡ」 và 「"Fishwife"; nghĩa là bà hàng cá」.

## Khái niệm
Từ "Thê" của văn hóa Trung Quốc có thể xem được ghi chép sớm nhất trong Dịch kinh hệ từ (易經系辭): 「"Nhân ư kì quan, bất kiến kì thê"; 人於其官，不見其妻。」. Tại thời cổ đại, Thê tử dùng để chỉ vợ hoặc chỉ người con trai trưởng. Về sau thời nhà Tống, cụm từ này dần chỉ chung hôn phối chính thất của một nam nhân.
Thời kỳ Trung Quốc cổ đại, ngoài Thê, cũng có hàng loạt cụm danh từ khác chỉ người vợ. Như thời kỳ cổ đại như nhà Chu, đàn ông gọi vợ người đối diện là Chuyết kinh (拙荊) hay Nội nhân (內人), còn tự gọi vợ của bản thân là Nương tử (娘子). Cụm từ Lão bà (老婆) có từ thời nhà Đường. Ngoài ra, nhiều khu vực cũng có tiếng địa phương để gọi vợ, như Trung Quốc sẽ có những từ kiểu: Thái thái (太太), Nội tử (内子), Thái tọa (太座), Nương (娘), Mẫu (母; đây là tiếng Mân, nguyên là Mỗ 某)... Trong đó cụm từ "Thái thái" có từ thời nhà Chu, do vợ của Chu Thái vương, Quý Lịch và Chu Văn vương lần lượt là Thái Khương, Thái Nhâm và Thái Tự, hợp xưng Tam Thái (三太).
Tại văn hóa Châu Âu, người phụ nữ khi kết hôn sẽ đổi họ vốn có của mình thành người chồng, đây là ảnh hưởng từ quan niệm "Phụ nữ là vật Chúa trời ban cho đàn ông" ở rất nhiều tôn giáo phổ biến như Cơ Đốc giáo. Lúc này, để biết họ gốc của người phụ nữ, ngôn ngữ phương Tây có cụm Née. Nghiêm khắc mà nói, người vợ của đàn ông Đông Á cũng có lệ tự xưng họ nguyên bản đằng sau họ chồng với ý nghĩa tương tự, như họ Cơ mà lấy chồng họ Hạ, gọi là Hạ Cơ thị. Tuy nhiên cách không thực sự phổ biến, ít nhất người Bát Kỳ thời nhà Thanh có lệ chỉ gọi tên mà không gọi Thị tộc họ của mình, nên cách gọi này chỉ tồn tại ở người Hán thuộc Dân nhân.

## Khác biệt văn hóa

### Tạivùng văn hóa chữ Hán
Trong lễ pháp văn hóa Á Đông xưa, trong một gia đình thì người đàn ông có thể có nhiều vợ, và khi đó sẽ phân ra thứ bậc.
Người vợ cả, lớn nhất trong nhà và có địa vị độc tôn, được gọi là Chính thê (正妻), Chính thất (正室) hay Chính phòng (正房). Địa vị chính thê trong nhà chỉ sau mẹ của người chồng, tức là sánh ngang với người chồng. Song đối với nền quân chủ Trung Hoa coi trọng nam giới, địa vị cao quý này của chính thê cũng chỉ để bổ trợ dòng dõi người chồng, do đó người vợ đầu tiên của người đàn ông được gọi là Đích thê (嫡妻), cũng còn gọi Nguyên phối (元配) hoặc Phát thê (髮妻). Theo lệ xưa, khi người đàn ông cưới người vợ đầu thì trong đêm tân hôn sẽ làm lễ Kết phát (結髮), tức đem tóc của hai vợ chồng cắt ra mỗi người một lọn, rồi dùng một sợi vải hay dây lụa đỏ tự tay thắt lại với nhau. Ở quan niệm Nho Khổng phổ biến tại Đông Á, "tóc" là một thứ rất có ý nghĩa, đàn ông khi thành niên sẽ vấn tóc, thời cổ còn có làm lễ đội mũ, nữ khi thành niên sẽ làm lễ cài trâm, do đó việc vào đêm thành hôn cắt tóc ra và dùng thắt vào nhau có ý nghĩa trọng đại, bởi vì nó đại diện hai vợ chồng bầu bạn từ khi còn rất trẻ. Loại lễ này chỉ xảy ra duy nhất một lần trong đời người, dù sau này người chồng cưới vợ khác cũng không thể cùng người chồng làm lễ kết tóc. Do đó, vợ đầu cũng gọi là "Phát thê". Nếu như nguyên phối mất sớm hoặc bị từ bỏ, người đàn ông cưới một chính thê khác thì người chính thê đó được gọi là Kế thê (繼妻), đôi khi cũng gọi thành Tục phối (續配) hay Kế phối (繼配), đặc biệt việc đàn ông cưới vợ kế được dân gian Trung Quốc gọi là Điền phòng (填房) hoặc Tục huyền (續弦).
Cả hai loại "Thê tử" này đều tiến hành qua hôn lễ, trong đó quan trọng có ba lễ Nạp thái (納采) trước khi vào cửa, Bái đường (拜堂) ra mắt nhà chồng và Hợp cẩn (合卺) vào đêm tân hôn. Lễ Nạp thái là tục lễ nhà trai đưa sính lễ hỏi cưới nhà gái, lễ Bái đường để ra mắt chính thức trưởng bối và tổ tiên. Còn lễ Hợp cẩn, tức là cả hai vợ chồng ở đêm tân hôn sẽ cùng uống chung một ngụm rượu, thể hiện sự công nhận giữa vợ chồng một cách thân mật. Tuy vậy, chỉ có người vợ "Nguyên phối" mới có lễ kết tóc.

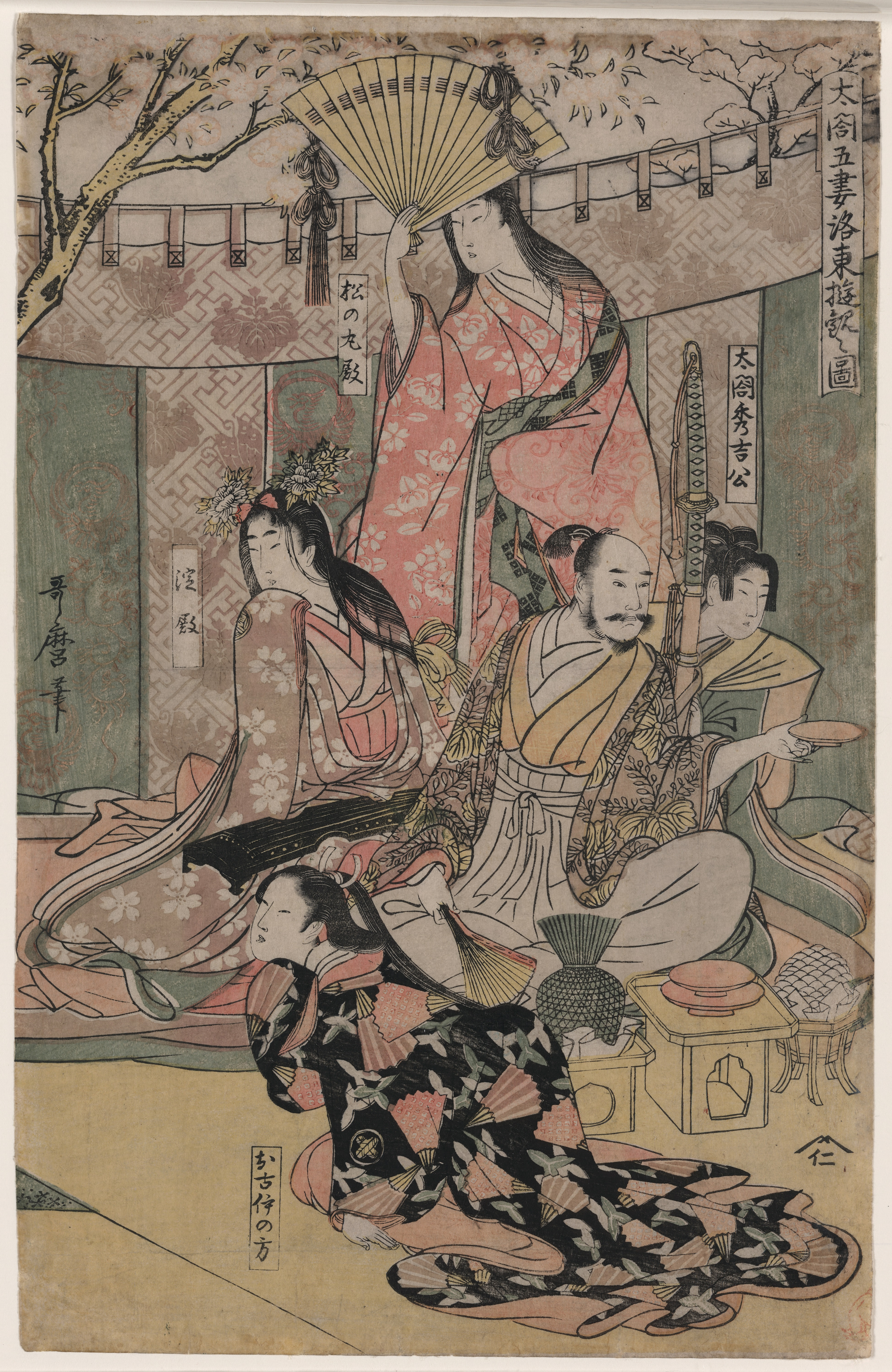
Tranh vẽ Toyotomi Hideyoshi ngồi cùng Thê thiếp của ông.

Có rất nhiều tác phẩm dân gian nói về thân phận "Kế thê" so với "Nguyên phối" khác biệt lớn lao, ví dụ như tuy cùng là vợ chính song kế thất vẫn phải hành lễ của thiếp trước bài vị của nguyên phối quá cố, hoặc có cách nói kế thất luôn có xuất thân kém hơn nguyên phối. Tuy nhiên, cách nói này cũng không áp dụng triệt để, tùy vào hoàn cảnh vùng miền hoặc triều đại khác nhau. Vào đời nhà Minh, các bà Nguyên phối quả thực địa vị cao, các Hoàng hậu là nguyên phối trở thành Hoàng hậu duy nhất có "Đế thụy" từ Hoàng đế, còn lại Đế mẫu lẫn Kế hậu đều không thể. Xã hội Bát Kỳ của người Mãn Thanh không coi trọng lắm sự khác biệt này, nhìn chung cứ người nào là vợ chính thì đều có địa vị, các bà Kế thất vẫn có nhiều người xuất thân cao hơn các bà Nguyên phối, như gia đình của Uyển Dung là ví dụ điển hình. Trong gia đình quý tộc Trung Quốc thời xưa còn xuất hiện danh xưng Chủ mẫu (主母) dành cho người vợ chính, tương đương danh xưng Chủ quân (主君) của người chồng.
Dưới chính thê là các vợ lẽ nàng hầu, tức Thiếp (妾), Thị thiếp (侍妾), Thị cơ (侍姬) hoặc Dắng (媵). Trong gia đình quan lại, các vị thiếp có địa vị thấp không khác gì người hầu, thường hay được giao cho những công việc nội trợ hay thậm chí là hầu hạ theo nghĩa đen. Địa vị của thiếp về cơ bản là thấp kém, nhưng cũng còn tùy xem vợ cả có khoan dung hay không, hoặc là người chồng có yêu chiều hay không, thông thường thiếp đều rất bị khinh rẻ, đặc biệt nếu xuất thân nô lệ hay con hát. Con cái của thiếp sinh ra theo chế độ các nước Đông Á vẫn được quyền thừa hưởng tài sản nhất định, song rất ít khi thiếp có thể tự nuôi con mình mà phải đưa sang chính thất giáo dưỡng. Cũng có khi thiếp được yêu chiều mà vượt qua chính thất, đó gọi là "Sủng thiếp diệt Thê" (宠妾灭妻), thậm chí còn đưa thiếp làm chính thất, đó được gọi là hiện tượng "Phù chính" (扶正). Tuy nhiên đối với với các nhà dòng dõi cao sang thế phiệt, mang tiếng yêu chiều thiếp thường bị xem là một sự ô nhục, thậm chí có thể bị hạch tấu trên triều đình. Vì tính riêng tư và chiếm hữu đặc thù, các thê thiếp của nam giới Đông Á thường được để trong những nơi khuất nhất trong nhà và những nơi này được gọi bằng những danh từ như Hậu viện (後院), Hậu trạch (後宅), hay Nội thất (內室), thông thường chỉ có người chồng là đàn ông duy nhất có thể tự do lui tới, đến cả con trai khi trưởng thành cũng rất hạn chế. Các vị Vua chúa thường có hẳn một nơi gọi là 「Hậu cung; 後宮」, ngoại trừ Vua chúa là nam giới thực sự duy nhất thì người "có thể xem là nam" ra vào Hậu cung cũng chỉ có hoạn quan.
Trong vài chế độ quân chủ đặc thù, người đàn ông có thể cưới cả hai người vợ chính địa vị như nhau, đó gọi là chế độ Bình thê. Người Mãn Thanh và người Mông Cổ trước khi tiến sâu vào văn hóa Trung nguyên từng có trường hợp 「Một chồng, nhiều vợ, nhiều thiếp」, tức các bà vợ chính vẫn có rất nhiều nhưng thân phận vẫn là cao hơn các bà thiếp, ai ở hàng chính thê chỉ phân biệt ở lần cưới đầu tiên và lần cưới sau mà thôi, kể từ khi nhập quan thì nhà Thanh mới dần bỏ đi tục này. Các quốc gia như Nhật Bản và Hàn Quốc đều mô phỏng theo Trung Hoa, đối với người vợ cũng phân biệt đầu tiên và sau, chính và lẽ. Tuy nhiên trên thực tế lịch sử, hiện tượng 「"Một chồng, nhiều vợ, nhiều thiếp"」 vẫn đôi khi xảy ra, ví dụ nhà Cao Ly vẫn xem "Đa thê" là hiển nhiên mà có nhiều Vương hậu và Vương phi, các người con của hai tước vị này thường xem là Đích tử nữ. Hoàng gia Nhật Bản cũng có thời kỳ Hoàng hậu và 「Trung cung; 中宮」 đồng thời xuất hiện.
Tại Việt Nam, như đa số quốc gia Đông Á như Trung Hoa như Nhật Bản và Hàn Quốc, người ta theo chế độ phụ hệ, trong đó người chồng là chủ gia đình, đều theo truyền thống Đông Á khởi nguồn từ Trung Hoa. Văn hóa cung đình Việt Nam về cơ bản vẫn theo lối Trung Hoa, nhưng từ nhà Đinh đã có tình trạng 「"Một chồng, nhiều vợ, nhiều thiếp"」 tương tự Mãn Thanh và Mông Cổ, khi các Hoàng đế có nhiều Hoàng hậu cùng một lúc, điều này chỉ kết thúc khi nhà Trần lên nắm quyền. Trong văn hóa dân gian Việt Nam, chính thất hay thiếp đều có danh xưng chung là "Vợ", đây là một từ chữ Nôm phổ biến ở dân gian. Để phân biệt, bà Nguyên phối sẽ được gọi là 「Vợ cả」 hay "Bà cả", bà Kế thất là 「Vợ kế」, còn các Thiếp thất gọi chung là 「Vợ lẽ」, 「Vợ bé」, 「Vợ hầu」 hoặc gọi là "Bà" kèm theo số đếm trong nhà. Thực trạng trong dân gian Việt Nam, nhất là vùng thôn quê lại không thực sự phân ra khác biệt giữa vợ cả và vợ thứ, hay vợ hầu, nên thông thường chính thất là bà vợ đầu tiên và lớn nhất trong nhà. Căn cứ theo sách Việt Nam phong tục của Phan Kế Bính, đến tận thời nhà Nguyễn thì quan niệm người vợ cùng người chồng hòa thuận gắn sức giúp nhau vẫn phổ biến. Đối với phận vợ lẽ, Phan Kế Bính cũng chép lại thân phận không mấy sáng sủa của họ:「"Người giàu có hay hiếm muộn thì sẽ lấy vợ lẽ. Người chịu (gả) lấy lẽ là người: thứ nhất là vì nghèo hèn, thứ hai là sa cơ thất thế, thứ ba là tham giàu, cuối cùng là tuổi trẻ góa chồng mà chưa có con mới phải cắn răng làm vợ lẽ người khác, chứ người tử tế không mấy người chịu. Lấy vợ lẽ không mấy người chịu cưới xin như khi lấy vợ cả, chỉ làm lễ sơ sài, đưa ít tiền bạc và nộp cheo cho làng mà thôi"」. Trong Việt Nam phong tục cũng ghi nhận phận vợ lẽ thiên về chăm chút cho người chồng, ít tham gia việc quán xuyến chuyện nhà chồng như người vợ cả, bổn phận vợ cả và vợ lẽ do đó cũng có quy củ tỉ mỉ rạch ròi, khá tương tự với Trung Quốc.
Xã hội Đông Á thời xưa có một cái gọi là 「Thất xuất Tam bất khứ; 七出三不去」. Nếu như người vợ phù hợp đủ 7 cái "Xuất" thì sẽ bị người chồng và nhà chồng yêu cầu ly hôn, tức gọi là hành động Hưu thê (休妻), những người vợ này trong chữ Hán cũng được gọi là Xuất thê (出妻). Thế nhưng chỉ cần người vợ ấy có điều kiện phù hợp trong 3 cái "Khứ" thì sẽ không thể bị yêu cầu ly hôn. Đây là bởi vì "Hưu thê" là hành động cưỡng bách, do vậy để bảo đảm người vợ không bị nhà chồng vô lý chèn ép, pháp luật cũng sẽ có "Tam bất khứ" để cân bằng. Luật lệ này đã truyền từ đời nhà Chu, sau đời nhà Tống thì do tình trạng "Trình Chu lý học" mà Chu Hi đề sướng, vấn đề trinh tiết của người phụ nữ bị xem trọng một cách thái quá, việc bị ly hôn và chọn ly hôn đều dần hạn chế. Tại các nước Việt Nam, Hàn Quốc và Nhật Bản, mỗi triều đại lại có quy định khác nhau về tình trạng hôn nhân, song tình trạng "Thê thiếp" và sự tôn thờ chồng của người vợ đều không thay đổi đáng kể nếu so với Trung Quốc.

### Tại các nước Châu Âu
Tại các vùng Châu Âu khi xưa, từ Hy Lạp cổ đại đến Đế chế La Mã, ngay trước khi Công giáo xuất hiện, người đàn ông trên pháp lý thường chỉ có một vợ, đây được gọi là chế độ「Monogamy」.

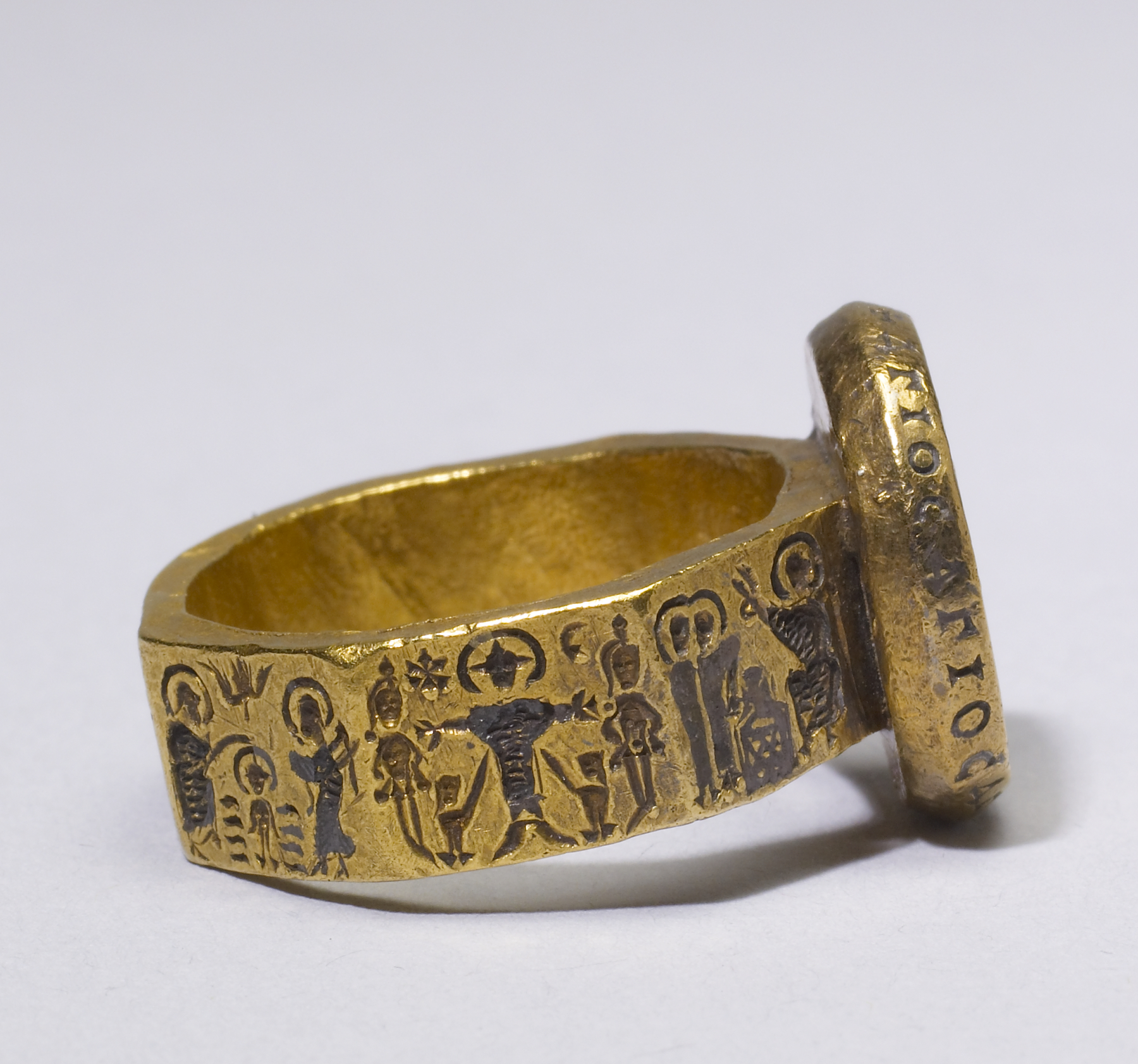
Chiếc nhẫn cưới bằng vàng thời kỳ Byzantine, bên trên là chạm khắc họa tiết "The Life of Christ".

Việc kết hôn trong thế giới Công giáo phải dựa trên cơ sở tôn giáo, thường cả hai phải là người theo công giáo, được tổ chức tại nhà thờ và đọc lời thề nguyện trước Thiên chúa. Sau khi kết hôn, người phụ nữ thường sẽ đổi họ của bản thân thành họ của người chồng, và ở xã hội phong kiến xưa thì họ sẽ nhận các tước hiệu của chồng. Biểu hiện của người đàn bà đã có gia đình, theo sự ảnh hưởng của Công giáo, chính là chiếc nhẫn cưới. Thực tế, tục lệ đeo nhẫn cưới được tìm thấy sớm nhất ở Ai Cập cổ đại, theo sự lan tỏa của Cộng hòa La Mã mà Công giáo mới hấp thu. Người đeo nhẫn thường đeo ở ngón áp út, bên bàn tay phải hoặc bàn tay trái tùy văn hóa, song hiện tại phổ biến nhất là ở bàn tay trái. Theo quan niệm Ai Cập cổ đại, hình vòng tròn biểu thị sự vĩnh hằng, còn chiếc nhẫn tượng trưng cho sự thủy chung vĩnh cữu của hai người trong một cuộc hôn nhân. Việc chọn ngón áp út đeo vào là bởi vì người Ai Cập cổ tin ngón này có liên hệ trực tiếp đi đến tim (theo kiến giải khoa học là tĩnh mạch), một khái niệm là tiếng Latinh gọi là 「Vena amoris」.
Trên pháp luật Công giáo quy định, chỉ có hậu duệ do người vợ sinh ra mới có quyền kế thừa tài sản. Tuy vậy, đàn ông phương Tây nếu chỉ muốn quan hệ tình dục để thỏa mãn thì vẫn có thể xảy ra, đó là tình trạng ["Mistress"], tức tình nhân. Thông thường những "Mistress" của quý tộc địa vị cao sang mới có thể công khai, những "Mistress" của các vị Vua thậm chí còn có chồng và được ban cho tước hiệu cùng đất đai. Song mặc kệ là "Mistress" của nhà Vua hay quý tộc, hậu duệ do họ sinh ra không thể hưởng quyền thừa kế của người đàn ông và cũng thường bị xem là ["Con hoang"; Bastard]. Sau khi người đàn ông chết đi mà vẫn không có người con hợp pháp, tài sản sẽ đưa về cho vợ hoặc người khác trong gia tộc tùy vào quy định.
Kết hôn ở Công giáo thiên về điều luật tôn giáo, trong Tân Ước, cuộc hôn nhân thường được xem là vĩnh cữu, cả hai chỉ có thể ly hôn khi người vợ tự công nhận mình ngoại tình. Đối với phương Tây, ly hôn có sự khác nhau giữa 「Annulment」 và 「Divorce」. Trong khi "Divorce" chỉ là khiến cuộc hôn nhân bị tuyên bố kết thúc, hai vợ chồng dừng trách nhiệm trong hôn nhân và tiến hành chia tài sản, trong đó có cả giao quyền nuôi con, thì "Annulment" lại khiến cuộc hôn nhân này không tồn tại, chưa bao giờ xảy ra, do đó con cái giữa họ trong cuộc hôn nhân này rất có khả năng bị xem là con ngoại hôn, tức "Con hoang". Yêu cầu của Henry VIII của Anh đối với Catalina xứ Aragón chính là Annulment, dẫn đến việc Catherine không chấp nhận vì lo sợ con gái bà là Mary I của Anh bị xem là con hoang.

### Tại các nước Trung Đông và Trung Nam Á

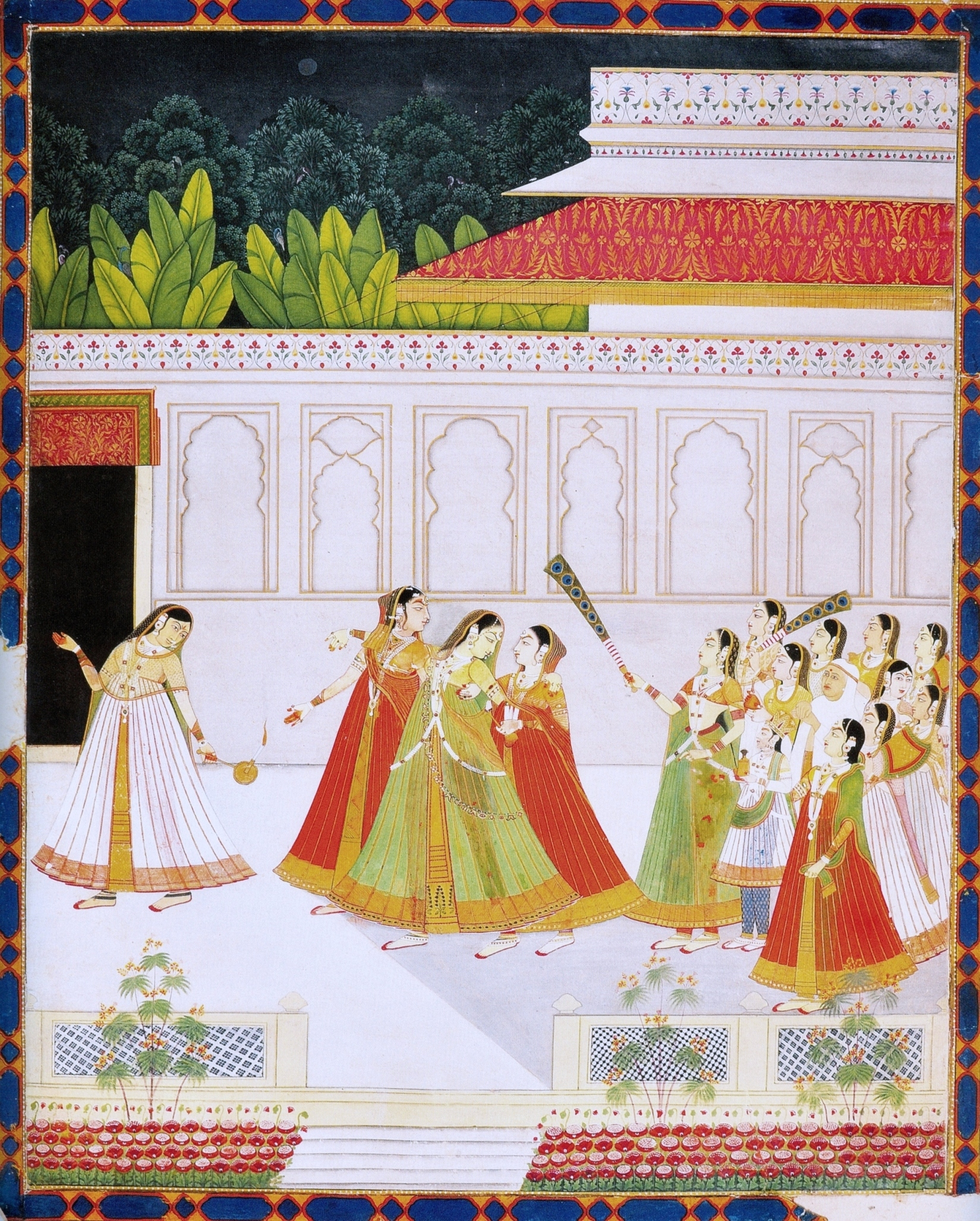
Những người phụ nữ trong Hậu cung của Ấn Độ, gọi là "Harem".

Còn việc kết hôn trong thế giới Do Thái giáo, Hồi giáo và Ấn Độ giáo đa phần là "Một vợ một chồng", lý thuyết căn bản đều dựa trên cơ sở hợp đồng hôn nhân.
Trong một số xã hội Hồi giáo, người cha có thể quyết định con gái mình làm vợ của ai và có thể buộc con gái phải kết hôn với người đó, dù phong tục này không dựa trên tôn giáo mà chỉ dựa trên truyền thống. Hôn nhân sắp đặt là cách phổ biến ở các gia đình truyền thống. Đánh đập vợ được quy định là quyền của chồng trong phần lớn các trường phái Hồi giáo, tuy nhiên trong quy định về giáo lý thì người chồng là "Người bảo hộ" cho vợ con cùng gia đình của mình, là linh hồn chia sẻ với "Một nửa hoàn hảo" của mình, tức là người vợ. Nhưng đồng thời, những giáo phái này cũng yêu cầu người vợ chia sẻ những điều tương tự với chồng mình, và phải thực hiện nhiều nghĩa vụ chung thủy với chồng.
Tuy bị hạn chế về tiếp xúc bên ngoài, người phụ nữ trong các gia đình đạo Hồi và đạo Ấn Độ có vai trò lớn trong việc bảo bọc gia đình và dạy dỗ con cái, tuy nhiên tính sở hữu tuyệt đối của người chồng lên vợ cũng mạnh không kém, như người vợ theo đạo Hồi đều cực kỳ được yêu cầu luôn phải ở nhà chăm sóc gia đình dù họ có tài sản hay thậm chí công việc riêng. Khi thông thường, phụ nữ phải mặc một số kiểu trang phục nhất định được quy định trong hadith, như hijab. Còn phụ nữ Ấn Độ giáo cũng có tục lệ đem trùm một chiếc khăn đầy hoa văn lên đầu, một món dây chuyền trang sức tên 「Mangalsutra; मंगलसूत्र」, đặc biệt trên mũi có xỏ một chiếc khuyên - một vật biểu thị cho việc mình đã kết hôn. Việc họ để lộ tóc và khuôn mặt cho đàn ông ngoài chồng thường bị xem là thất tiết. Ở Do Thái giáo, phụ nữ cũng có những món đồ đặc trưng sau khi gả chồng, trong đó có một thứ đặc trưng gọi là 「Tichel; טיכל」.
Tuy rằng các giáo lý lớn Hồi giáo và Ấn Độ giáo đều xem chế độ "Một vợ một chồng" là hợp pháp duy nhất, nhưng thực tế ở thời kỳ cổ đại, người đàn ông lại có thể có nhiều hơn một người vợ hợp pháp, thậm chí còn có thể thu nạp những người phụ nữ khác ngoài vợ mình, trong tiếng Anh họ được gọi bằng danh từ 「Concubine」. Đây so với chế độ "Thê thiếp" của Đông Á là tương tự. Việc một chồng có nhiều hơn một vợ hoặc có nhiều Concubine là không hiếm đối với người Hồi giáo, đối với người Do Thái cổ đại thì một người đàn ông cũng được cho phép có nhiều vợ lẫn Concubine. Cũng tương tự Đông Á, một Concubine có địa vị trong nhà rất thấp kém, thậm chí so với "Thiếp" đôi khi vẫn còn được công nhận pháp lý, thì Concubine gần như là một danh phận ti tiện. Những con cái của một Concubine theo pháp luật được xem là con của người vợ. Tuy Công giáo, Ấn Độ giáo và Hồi giáo về sau không chấp nhận Concubine, song tình trạng khác của Concubine vẫn tồn tại trong xã hội của hai tôn giáo này.
Dưới sự ảnh hưởng của ý tưởng "Tách biệt phụ nữ" của vùng Trung Đông, người Hồi giáo cùng Ấn Độ giáo đều xem việc phụ nữ tùy tiện tiếp xúc bên ngoài - nhất là đàn ông ngoài cha và chồng - là biểu hiện của sự không an toàn và làm vấy bẩn sự thiêng liêng của phụ nữ. Từ các Đế chế cổ đại như Đế chế Assyria, Đế chế Hittie và Ai Cập cổ đại, phụ nữ là vợ và thiếp của Quân chủ đều được đặt trong những nơi riêng biệt, nơi mà người Hồi giáo và người Ba Tư gọi là 「Harem; حريم」 cùng 「Zenana; زنانه」. Theo nghĩa đen, hai từ này mang ý nghĩa "Nơi thiêng liêng bất khả xâm phạm" và "Nơi chốn riêng của phụ nữ", nơi này được duy trì vì được xem là biểu hiện cho sự bảo vệ đức tính khiêm nhường và an toàn về vật chất cho những người phụ nữ của đàn ông, ý nghĩa này tương tự Hậu cung hay Hậu viện của phương Đông. Ở các Đế chế Hồi giáo lớn như Đế quốc Ottoman, "Harem" không chỉ có vợ và thiếp của các Sultan, mà còn có mẹ của Sultan cùng con gái và các nữ hầu.
Hiện nay, pháp luật về hôn nhân trên toàn thế giới đại đa số đều theo Monogamy của Công giáo, nhất là tập tục đeo nhẫn cưới rất được ưa chuộng vì ý nghĩa của nó trong hôn nhân. Tuy vậy, đối với các quốc gia theo Hồi giáo thì vẫn còn cho phép tình trạng nhiều vợ dù rất hạn chế, đây phụ thuộc vào khả năng kinh tế của người chồng.

## Thành ngữ
Trong văn hóa dân gian Việt Nam, có rất nhiều ca dao tục ngữ nói về vợ chồng.
- Nhất vợ nhì trời;
- Của chồng công vợ;
- Thuận vợ thuận chồng tát biển Đông cũng cạn;
- Giàu vì bạn, sang vì vợ;
- Trai khôn dựng vợ, gái lớn gả chồng;
- Vợ đẹp là vợ người ta;
- Trai khôn chọn vợ chợ đông, gái khôn tìm chồng giữa chốn ba quân;
- Lấy vợ xem tông lấy chồng xem giống;